# 艾達·艾華利斯·巴蘭達
艾達·法比安·艾華利斯·巴蘭達（西班牙語：Éder Fabián Álvarez Balanta；1993年2月28日—）是哥倫比亞的職業足球運動員，司職中後衛，現效力於比甲球隊布魯日。哥倫比亞國家足球隊成員。